# Ochaby
Ochaby (polsky Ochaby, německy Ochab) jsou vesnice v jižním Polsku ve Slezském vojvodství v okrese Těšín v gmině Skočov. Leží na území Těšínského Slezska na řece Visle a patří k rybníkářské oblasti zvané Žabí kraj. Ke dni 25. 3. 2016 zde žilo 2 128 obyvatel, rozloha obce činí 13,18 km².
Ochaby se dělí na dvě části: severní Velké Ochaby nebo Ochab (Ochaby Wielkie) a jižní Malé Ochaby nebo Ochabec (Ochaby Małe). Navzdory názvu jsou v současnosti větší Malé Ochaby – 1 172 obyvatel v březnu 2016, oproti 956 ve Velkých Ochabech. Také centrum celé obce s kostelem (klasicistní památka z roku 1810), hasičskou zbrojnicí, hřištěm (klub LKS Ochaby) a školou se nachází na území Malých Ochab.
Vesnice je od 70. let 20. století rozdělena čtyřproudovou silnicí č. 81 spojující Katovice se Skočovem a Vislou.
První zmínka o Ochabech pochází z listiny vratislavského biskupa Jindřicha z Vrbna sepsané kolem roku 1305. Malé Ochaby neboli Ochabce se poprvé připomínají v roce 1447. Jednalo se o šlechtické obce, které vystřídaly řadu majitelů, než se v roce 1798 dostaly do majetku Těšínské komory. Ta založila na severu Velkých Ochab, u zámečku na tzv. Spálenisku, velkostatek Auer Hof a započala chov koní, jímž je obec proslulá. Po roce 1918 a parcelaci pozemků Komory patřil ochabský hřebčín Polské armádě, která se věnovala reprodukci koní pro potřeby kavalerie. Po druhé světové válce byl spojen s hřebčínem v Pruchné zaměřeným na angloaraby a stal se jedním z největších jezdeckých center v Polsku. V jeho sousedství bylo založeno Středisko koňských sportů (Ośrodek Sportów Konnych). V roce 2012 byl hřebčín prodán soukromým majitelům, bratrům Dzidovým z Goczałkowic. Chov probíhá na základě 24 klisen matek: 12 angloarabských a 12 polských teplokrevníků. Sportovní středisko už neexistuje. Na jeho místě vzniklo v roce 2011 zábavní centrum Dream Park Ochaby s řadou atrakcí jako jsou dinopark, svět miniatur, lanový park, oceanárium, opičí dráha, kino 6D, kukuřičné bludiště nebo dům vzhůru nohama.